# Judson Kilpatrick

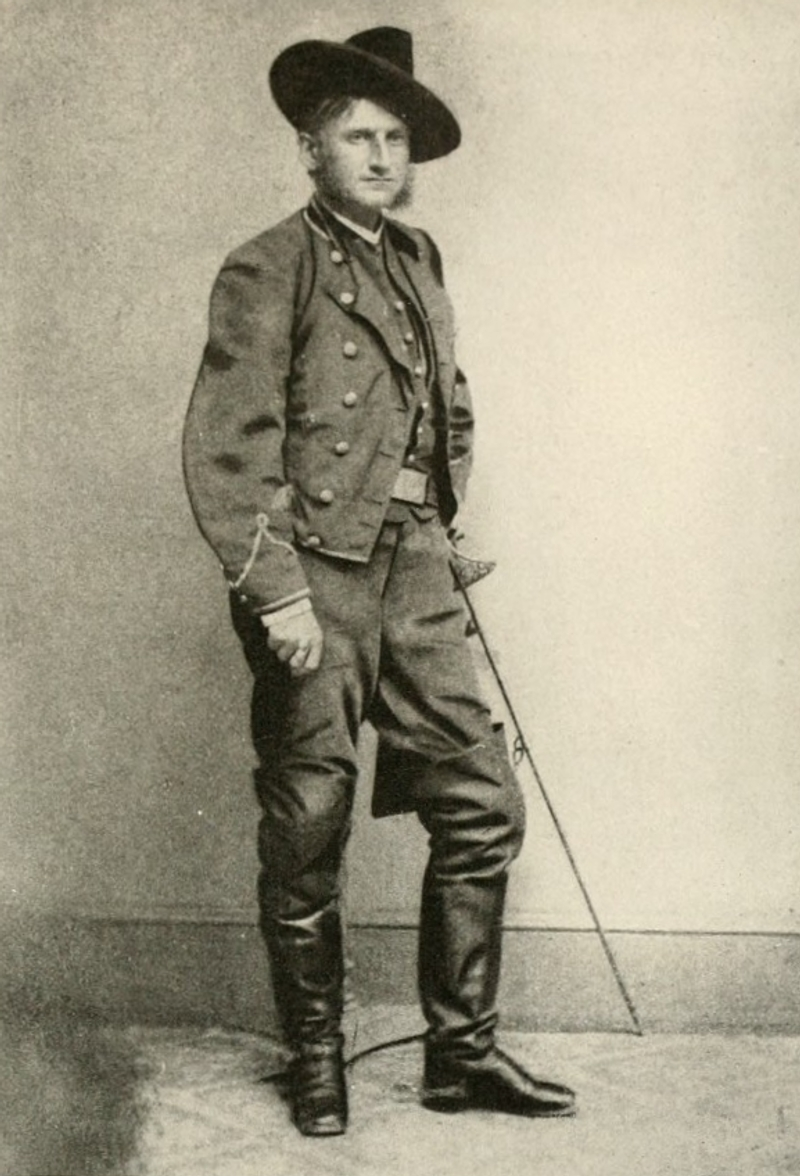
Judson Kilpatrick

Hugh Judson Kilpatrick (14 de janeiro de 1836 – 4 de dezembro de 1881) foi militar estadunidense que se notabilizou como oficial de cavalaria da União durante a Guerra Civil dos Estados Unidos.

## Vida
Kilpatrick nasceu nos arredores de Deckertown (Nova Jersey) numa família de agricultores. Apesar de escassa educação formal, conseguiu uma colocação na Academia Militar de West Point, onde se formou na classe de Maio de 1861, no início da guerra civil.
No seu primeiro posto, como capitão de infantaria, tornou-se o primeiro oficial regular da União a ser ferido em batalha. Migrou para cavalaria do Exército do Potomac, onde galgou sucessivas promoções até assumir o comando de uma divisão de cavalaria, com a patente de General de Brigada dos voluntários. Participou de diversas ações importantes, incluindo a Incursão de Stoneman e a Batalha de Gettysburg, além de uma desastrosa tentativa de incursão contra Richmond, com intuito de libertar os prisioneiros de guerra nortistas.
Em abril de 1864, Kilpatrick foi colocado sob comando de William Sherman e gravemente ferido no início da Campanha de Atlanta. No fim de julho, retornou às fileiras. Acompanhou Sherman na Marcha ao Mar e na Campanha das Carolinas até a rendição final das forças confederadas de Joseph Johnston, na Carolina do Norte.
Judson Kilpatrick foi uma figura controvertida, tanto no plano militar quanto no pessoal. Ousado, porém por vezes imprudente, recebeu apelido de "Kill Cavalry" ("mata-cavalaria"). Em novembro de 1864, seu superior William Sherman comentou: "Eu sei que Kilpatrick é um maldito tolo dos infernos, mas é exatamente o tipo de homem que quero no comando da minha cavalaria nessa expedição."
Após a guerra, Kilpatrick resignou do brevet de Major-General do exército regular e da patente de General Major dos Voluntários para tornar-se Ministro (Embaixador) no Chile. Esse posto ocupou até a morte em 1881.